# James Jamerson
James Jamerson, född 29 januari 1936 på Edisto Island nära Charleston, South Carolina, död 2 augusti 1983 i Los Angeles, Kalifornien, var en amerikansk musiker. Han är mest känd för att spela bas på många av skivbolaget Motowns hits under 1960- och 1970-talen och är allmänt erkänd som en av de mest inflytelserika basisterna i den moderna musikhistorien. James Jamerson invaldes i Rock and Roll Hall of Fame år 2000.